# Organ (Biologie)

Schema: Anatomie einer Schlange:
1 Speiseröhre
2 Luftröhre
3 Tracheallunge
4 rudimentäre linke Lunge
5 rechte Lunge
6 Herz
7 Leber
8 Magen
9 Luftsack
10 Gallenblase
11 Bauchspeicheldrüse
12 Milz
13 Darm
14 Hoden / Eierstöcke
15 Nieren

Ein Organ (von altgriechisch ὄργανον órganon, deutsch ‚Werkzeug, Sinneswerkzeug‘) ist ein spezialisierter Teil (bzw. ein Subsystem) des Körpers, der sich aus unterschiedlichen Zellen und Geweben zusammensetzt. Es ist eine abgegrenzte Funktionseinheit in einem vielzelligen Lebewesen. Ein Organ geht auf eine eigene Organanlage zurück und durchläuft eine spezifische Organogenese. Das Zusammenspiel der Organe realisiert den Organismus. Organe sind funktional durch Organsysteme direkt miteinander verbunden. Grundlage von Organen sind die biologische Differenzierung („Aufgabenteilung“) der Zellen echter Vielzeller.

## Abgrenzungen
Auch Einzeller besitzen strukturell abgrenzbare Bereiche mit geordneten Funktionseinheiten, die Organellen („Orgänchen“) genannt werden. Eusoziale Tiere bilden Verbände von Individuen, die sozial differenziert („arbeitsteilig“) verschiedene Aufgaben erfüllen und im homologen Sinn ‘Sozialorgane’ bilden. Gesellschaftliche, soziale Differenzierung führt zur Organisation von sozialen oder soziotechnischen Systemen.

## Funktionale Klassifikation
Eine einheitliche Zuordnung von bestimmten Funktionen zu Organen ist oft problematisch, da viele Organe bei verschiedenen vielzelligen Lebewesen unterschiedliche Aufgaben übernehmen können, die bei anderen Lebewesen auf mehrere Organe verteilt sind. Ein Beispiel hierfür sind die Kiemen von Fischen, die sowohl der Atmung als auch der Stoffausscheidung dienen und somit teilweise die Funktion einer Niere ersetzen.

## Organe beim Menschen

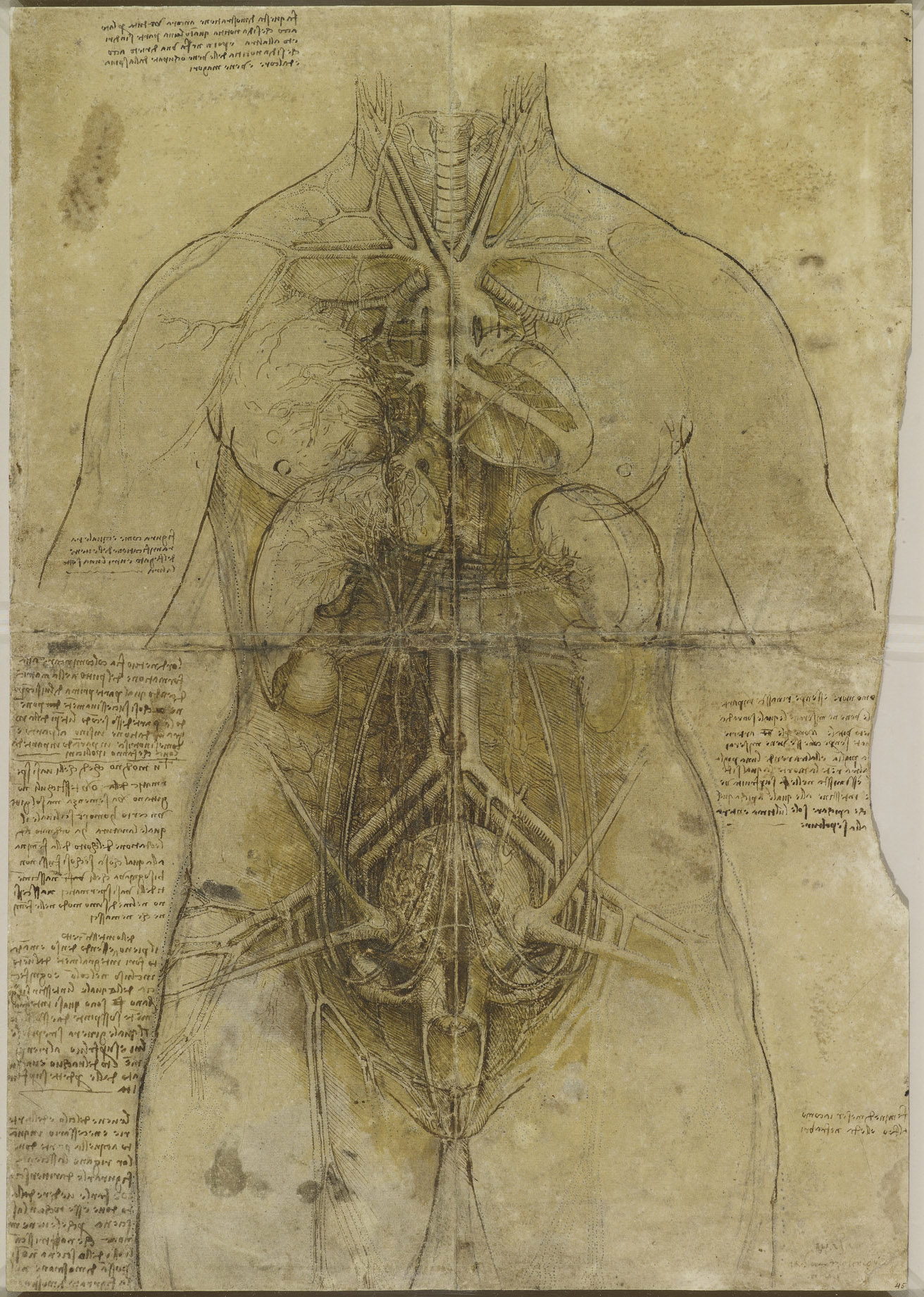
Die inneren Organe der Frau in Thorax und Abdomen (Zeichnung von Leonardo da Vinci um 1507)

Daten auf Grundlage folgender Vergleichswerte: Alter: 20–30 Jahre, Lebensdauer: 70 Jahre, Größe: 170 cm, Gewicht: 70 kg und Körperfläche von 1,8 Quadratmeter. (Nicht berücksichtigt wurden hier die Sinnesorgane und die Geschlechtsorgane.) 
| Körperteil                 | Gewicht | Anteil |
| -------------------------- | ------- | ------ |
| Muskeln                    | 30,0 kg | 43,0 % |
| Skelett ohne Knochenmark   | 7,0 kg  | 10,0 % |
| Haut und subkutanes Gewebe | 6,1 kg  | 8,7 %  |
| Verdauungstrakt            | 2,0 kg  | 2,9 %  |
| Leber                      | 1,7 kg  | 2,4 %  |
| rotes Knochenmark          | 1,5 kg  | 2,1 %  |
| Gehirn                     | 1,3 kg  | 1,8 %  |
| beide Lungenflügel         | 1,0 kg  | 1,4 %  |
| Herz                       | 0,3 kg  | 0,43 % |
| beide Nieren               | 0,3 kg  | 0,43 % |
| Milz                       | 0,18 kg | 0,26 % |
| Schilddrüse                | 0,02 kg | 0,03 % |
| Gesamt                     | 70 kg   | 100 %  |

## Pflanzenorgane
Unter dem Begriff Pflanzenorgane versteht man die einzelnen funktional, aber nicht rein morphologisch klassifizierbaren Teile einer Pflanze. Im Wesentlichen sind dies die verschiedenen Spross-, Blatt- und Wurzeltypen und ihrer Einzelteile sowie Metamorphosen derselben.
Analog den Funktionen tierischer Organe dienen die Pflanzenorgane den Hauptaufgaben 
- Stoffaustausch,
- Stoff-/Energiespeicherung,
- Metabolismus,
- Informationsübertragung (Reizaufnahme, Reizdarstellung) und
- physischer Abgrenzung gegen die Umwelt.

### Sprossachse
- Leitbündel, für den Wasser- und Nährstofftransport
- Rinde als mechanischer Schutz
- Phyllokladium Metamorphose der Sprossachse zum Zweck der Photosynthese

### Blatt
- Blütenblätter zum Zweck der geschlechtlichen Fortpflanzung
- Laubblätter für die Photosynthese

### Wurzel
- Rüben als Speicherorgane
- Wurzelknöllchen für Aufnahme der symbiotischen Knöllchenbakterien
- Wurzelhaare für die Wasser- und Nährstoffaufnahme